# Movimento per l'autodeterminazione della Cabilia
Il Movimento per l'autodeterminazione della Cabilia (in francese: Mouvement pour l'autodétermination de la Kabylie; in berbero: Amussu i ufraniman n tmurt n iqbayliyen), noto fino al 2013 come "Movimento per l'autonomia della Cabilia", è un movimento politico nato in Algeria obiettivo all'ottenimento dell'autonomia per la Cabilia.

## Storia
Il movimento nacque in seno al movimento berberista algerino nell'ambito degli eventi della primavera nera del 2001. Il fondatore Ferhat Mehenni citò l'inefficienza del Fronte delle Forze Socialiste e del Raggruppamento per la Cultura e la Democrazia, i principali partiti berberisti, caratterizzati da una visione nazionale, nell'espandere la propria influenza politica riformista alle regioni di lingua araba dell'Algeria; il cantante individuò quindi come necessità la concentrazione dell'impegno politico nella sola Cabilia e lo sviluppo di un'agenda regionalista. L'iniziativa venne sostenuta anche dal linguista Salem Chaker. Il movimento conobbe maggiore popolarità tra la vasta comunità cabila residente in Francia, mentre in patria il suo sostegno fu molto più limitato.
A partire dal 2021 vari esponenti dello Stato marocchino cominciarono ad esprimere il loro appoggio al movimento, in opposizione al sostegno algerino al Fronte Polisario e alla Repubblica Democratica Araba dei Sahrawi. Nel settembre dello stesso anno decine di membri del movimento furono arrestati in Algeria.